# Angolo retto
L'angolo retto è un angolo definito nel seguente modo: se da un punto di una retta si alza un'altra retta e gli angoli formati tra questa e la retta data da una parte e dall'altra sono congruenti, allora sono retti.
Le definizioni di grado, radiante e angolo giro implicano che l'angolo retto è un angolo di 90 gradi, ovvero di π/2 radianti o 1/4 dell'angolo giro.
Il seno di un angolo retto vale 1, il coseno 0, la tangente non è definita (ma tende a {\displaystyle \pm \infty }), la cotangente 0.

## Particolarità
- Se un triangolo ha un angolo retto viene detto rettangolo. Siccome la somma delle misure dei 3 angoli di un triangolo è sempre 180°, un triangolo non può avere più di un angolo retto (fatti salvi i casi degeneri): gli altri due angoli dovranno essere acuti e sono complementari.
- Se due vettori o due rette formano un angolo retto si dicono perpendicolari.
- Se una forza viene esercitata su di un corpo in direzione perpendicolare al suo moto, il lavoro risultante è nullo.